# Eudem Rođanin
Eudem Rođanin (starogrčki Εὔδημος) bio je starogrčki  filozof i prvi povjesničar znanosti. Živio je od 370. godine prije Krista do 300. godine prije Krista. Bio je jedan od najvažnijih Aristotelovih učenika. Uredio je učiteljeva djela i učinio ih dostupnijima. Pri tom mu je pomagao nećak Pasiklo.

## Život
Eudem je rođen na otoku Rodu pa se zato zove Rođanin, iako je veći dio života proveo u Ateni gdje je učio mudroslovlje u Aristotelovoj Peripatetičkoj školi. Eudemova suradnja s Aristotelom bila je dugotrajna i bliska. Općenito je smatran jednim od najbistrijih Aristotelovih učenika. On i Teofrast redovito se ne nazivaju Aristotelovim „učenicima“, nego „drugovima“ (ἑταῖροι).
Aristotel je prije smrti 322. godine prije Krista odredio Teofrasta svojim nasljednikom na čelu Peripatetičke škole. Eudem se nakon toga vratio na Rod gdje je osnovao vlastitu filozofsku školu, nastavio mudroljubna istraživanja i započeo uređivati Aristotelova djela.

## Povijest znanosti
Na Aristotelov nagovor Eudem je napisao Povijest aritmetike (Άριθμητικὴ ἱστορία) i Povijest astronomije (Άστρολογικὴ ἱστορία), tj. opisao razvoj grčke matematičke i kozmološke znanosti. Iako su preživjeli samo ulomci, uključeni u djela kasnijih pisaca, njihova je vrijednost golema. U povijesnim spisima Eudem je pokazao kako su znanjima, umijećima i vještinama koje su poznavali stariji narodi, kao Egipćani i Babilonci, a koja su u njih bila usmjerena čisto na činidbu (praksu), Grci dali teorijsku osnovu i povezali ih u suvislu i sveobuhvatnu razum tvorbu (građevinu, 'poiesis').
Osim tih djela pripisuju mu se Povijest bogoslovlja, u kojoj se raspravlja o babilonskim, egipatskim i grčkim zapisima o početcima svemira, i Povijest Linda (Lind je luka na Rodu). 
Eudemu se pripisuje i knjiga s čudesnim pričama o životinjama i njihovim čovjekolikim odlikama (primjerice neustrašivost, etička osjetljivost, i slično). No, kako je Eudem bilo često ime u staroj Grčkoj vjerojatnije je da je pisac toga djela neki drugi Eudem, a ne Rođanin, jer se ono po naravi ne uklapa u ozbiljan znanstveni pristup koji je očit u drugim Eudemovim radovima.

## Prireditelj Aristotelovih djela
Eudem, Teofrast i drugi Aristotelovi učenici prepisivali su i redigirali Aristotelova djela i tako se pobrinuli da umna baština njihova učitelja ostane za buduće naraštaje. Aristotelove spise dopunjavali su vlastitim bilješkama i osobnim sjećanjima.
- Eudemova Fizika (Φυσικά) je cjelovita i za nastavu prikladnija inačica od istoimenoga Aristotelova djela.
- Eudem je napisao dvije ili tri knjige o logici (Analitika i Kategorije – moguće da su to dva naziva za istu knjigu) i O govoru (Περι λεξεως).
- Konačno, geometrijsko djelo O kutu (Περὶ γωνίας).

Usporedba između Eudemovih ulomaka i njima odgovarajućih mjesta u Aristotelovim djelima pokazuje da je Eudem bio nadaren učitelj. On je usustavio predmet, izostavio udaljavanja koja odvraćaju od glavne misli, dodao primjere za objašnjenje uopćenih tvrdnji, oblikovao izrjeke, a povremeno bi umetnuo šalu da zadrži slušateljevu ili čitateljevu pozornost.

## Vanjske poveznice
- John J. O'Connor – Edmund F. Robertson, "Eudemus of Rhodes", MacTutor History of Mathematics archive, University of St Andrews
- Peripatetic Logic: The Work of Eudemus of Rhodes and Theophrastus of Eresus  Arhivirana inačica izvorne stranice od 14. kolovoza 2011. (Wayback Machine)